# Alan Birch
Alan Birch (sinh ngày 12 tháng 8 năm 1956) là một cựu cầu thủ bóng đá người Anh thi đấu ở vị trí tiền vệ chạy cánh, có hơn 400 lần ra sân trong sự nghiệp.

## Sự nghiệp
Sinh ra ở West Bromwich, Birch thi đấu cho Walsall, Chesterfield, Wolverhampton Wanderers, Barnsley, Rotherham United, Scunthorpe United, Stockport County và Frickley Athletic.